# Guayadeque
Il burrone di Guayadeque (Barranco de Guayadeque) si trova nell'isola di Gran Canaria ed è uno dei canyon più grandi dell'intero arcipelago.

## Descrizione

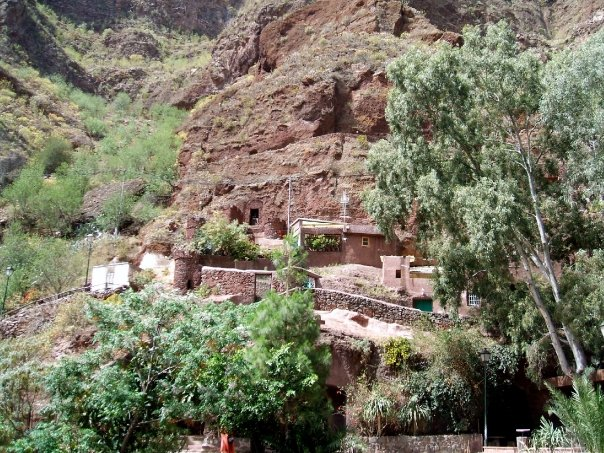
Le case-grotte del burrone di Guayadeque

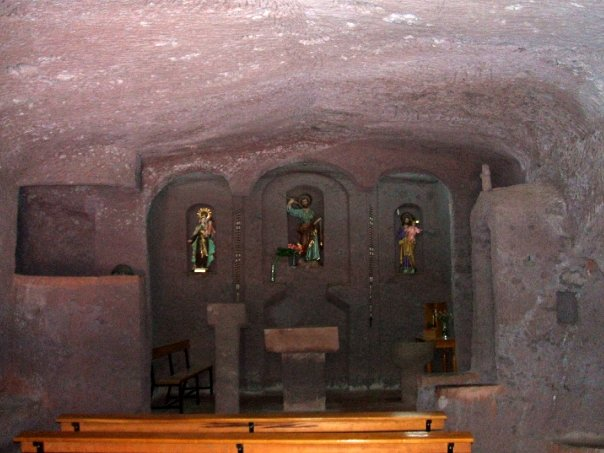
Cappella ricavata nella roccia

Il burrone di Guayadeque separa fisicamente i comuni di Ingenio e Agüimes ed è di notevole importanza per i suoi reperti archeologici pre-ispanici e per la presenza di numerose casas-cuevas, cioè case-grotte, tra cui alcuni ristoranti e una cappella.
Molto interessante è inoltre la varietà della flora del burrone, che presenta molte specie endemiche delle Canarie e macaronesiche.
La zona è molto importante dal punto di vista archeologico, in quanto ci sono centinaia di grotte che ospitarono diversi nuclei aborigeni e nelle quali sono state rinvenute mummie e utensili adesso conservati nel Museo Canario a Las Palmas de Gran Canaria.
La popolazione del burrone è scarsa, ma ci sono ancora alcuni centri abitati in ciascuno dei quali si possono trovare alcune aree di servizio, dei parcheggi e dei ristoranti, nei quali è possibile gustare i vini tipici della zona, la carne di maiale fritta e le papas arrugadas.